# Allsvenskan de 2017

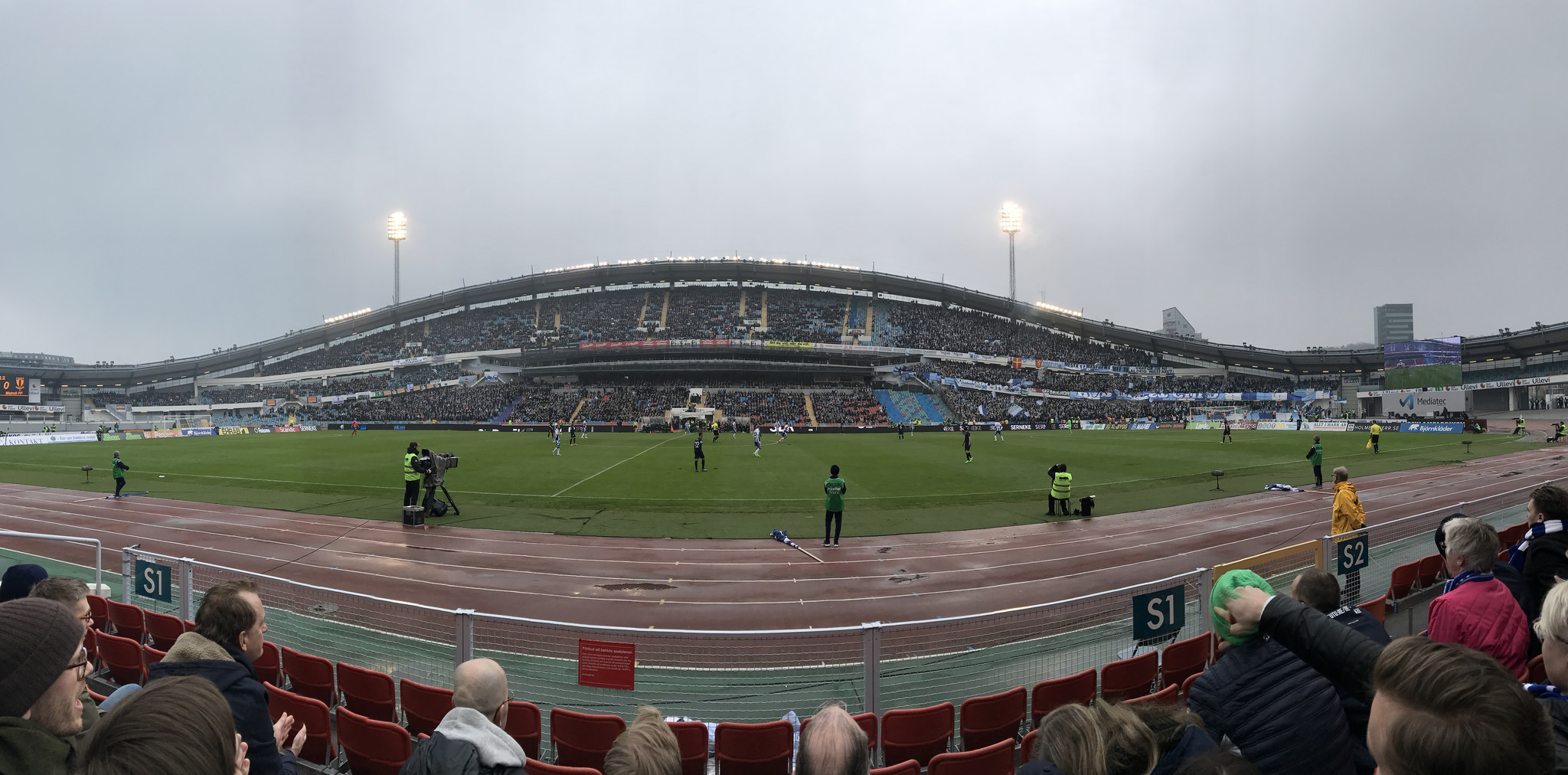
O encontro inaugural da temporada, entre o IFK Göteborg e o Malmö FF

O escalão principal do futebol da Suécia da temporada de 2017 - Allsvenskan de 2017 - decorre no período de abril a novembro.
A dureza do inverno sueco dificulta ou impede a prática do futebol no exterior durante os meses de inverno, sendo por isso preferida a temporada primavera-outono, embora isso provoque um desfazamento negativo em relação aos países que adotam a temporada outono-primavera.

Participam 16 clubes, contando com três novas equipas que ascenderam a este escalão - o Halmstads BK, o Sirius e o Eskilstuna.

## Campeão de 2017
| Allsvenskan 2017              |
| Sweden                        |
| ----------------------------- |
| Malmö FF Campeão (23º título) |

## Participantes 2017
| Clube            | Cidade     | Estádio          | Capacidade |
| ---------------- | ---------- | ---------------- | ---------- |
| AIK              | Solna      | Friends Arena    | 50 000     |
| BK Häcken        | Gotemburgo | Rambergsvallen   | 6 000      |
| Djurgårdens IF   | Estocolmo  | Tele 2 Arena     | 30 000     |
| AFC Eskilstuna   | Eskilstuna | Tunavallen       | 6 500      |
| IK Sirius        | Uppsala    | Studenternas IP  | 6 300      |
| Halmstads BK     | Halmstad   | Örjans Vall      | 15 500     |
| Jönköpings Södra | Jönköping  | Stadsparksvallen | 5 500      |
| Hammarby         | Estocolmo  | Tele2 Arena      | 30 000     |
| IF Elfsborg      | Borås      | Arena de Borås   | 16 899     |
| IFK Göteborg     | Gotemburgo | Gamla Ullevi     | 18 416     |
| IFK Norrköping   | Norrköping | Nya Parken       | 17 234     |
| Kalmar FF        | Calmar     | Guldfågeln Arena | 12 000     |
| Malmö FF         | Malmo      | Estádio Swedbank | 24 000     |
| GIF Sundsvall    | Sundsvall  | Norrporten Arena | 7 700      |
| Östersunds FK    | Östersund  | Jämtkraft Arena  | 8 466      |
| Örebro SK        | Örebro     | Behrn Arena      | 12 000     |

| Promovidos da Superettan 2016 |
| ----------------------------- |
| Halmstads BK                  |
| Sirius                        |
| Eskilstuna                    |

| Despromovidos do Allsvenskan 2017 |
| --------------------------------- |
| Jönköpings Södra                  |
| Halmstads BK                      |
| Eskilstuna                        |